# Moundsville
Moundsville és una població dels Estats Units a l'estat de Virgínia de l'Oest. Segons el cens del 2000 tenia 9.998 habitants.

## Demografia
Segons el cens del 2000, Moundsville tenia 9.998 habitants, 4.122 habitatges, i 2.662 famílies. La densitat de població era de 1.313 habitants per km².
Dels 4.122 habitatges en un 25,5% hi vivien nens de menys de 18 anys, en un 47,7% hi vivien parelles casades, en un 13,3% dones solteres, i en un 35,4% no eren unitats familiars. En el 31,4% dels habitatges hi vivien persones soles el 17% de les quals corresponia a persones de 65 anys o més que vivien soles. El nombre mitjà de persones vivint en cada habitatge era de 2,28 i el nombre mitjà de persones que vivien en cada família era de 2,84.
Per edats la població es repartia de la següent manera: un 20,4% tenia menys de 18 anys, un 7,8% entre 18 i 24, un 26,8% entre 25 i 44, un 24,9% de 45 a 60 i un 20% 65 anys o més.
L'edat mediana era de 42 anys. Per cada 100 dones de 18 o més anys hi havia 89 homes.
La renda mediana per habitatge era de 23.107 $ i la renda mediana per família de 30.534 $. Els homes tenien una renda mediana de 26.242 $ mentre que les dones 19.348 $. La renda per capita de la població era de 13.997 $. Entorn del 18,1% de les famílies i el 22,4% de la població estaven per davall del llindar de pobresa.

## Poblacions més properes
El següent diagrama mostra les poblacions més properes.